# Zuriñe Gil García
Zuriñe Gil García, conosciuta come Zuriñe (Vitoria, 20 febbraio 1987), è un'ex calciatrice spagnola di origini basche, di ruolo difensore.

## Palmarès
- Campionato spagnolo: 2

Athletic Bilbao: 2004-2005, 2006-2007